# Brenda's Got a Baby
Brenda's Got a Baby é um single do rapper americano Tupac Shakur de seu primeiro álbum solo 2Pacalypse Now. A canção, que conta com a participação do cantor de R&B, Dave Hollister, é sobre a história de uma garota de doze anos de idade fictícia chamada Brenda, que vive em um gueto, tem um bebê, e é incapaz de suportá-lo. A música explora a questão da gravidez na adolescência e seus efeitos sobre as jovens mães e suas famílias. Como em muitas outras das músicas de Shakur, "Brenda's Got a Baby" retrata o sofrimento dos pobres, o governo e a sociedade em geral. Shakur escreveu a canção quando leu um artigo de um jornal sobre uma menina de doze anos, que ficou grávida de seu primo e porque não queria que seus pais soubessem jogou o bebê na lata de lixo.
A música foi muito aceita pelo público por abordar um dos temas que perturbam não só os EUA mais diversos países do mundo todo. é considerada uma das melhores músicas de 2Pac.

## Letra
A abertura é constituída por um dueto cantando o título da canção repetidamente. Grande parte do resto da canção é um verso longo realizado por Tupac. O versículo começa com ele dizendo a um grupo que ele já ouviu falar sobre a gravidez de Brenda. Ele também observa que a menina não teve praticamente nenhuma educação em sua vida, tendo apenas obtido apenas habilidades mínimas de escrever , e chama isso como uma "vergonha". Sua família é muito pobre, e seu pai é um viciado em heroína. Tupac explica que a família não se importa com Brenda, desde que começou seu corte da ajuda do governo. Embora ela diz para o juiz que acredite que seu primo vai ficar com ela e ajudá-la a criar o filho, ele é apenas um molestador, e abandona ela antes que ela de à luz. Brenda se dispõe a jogar o bebê em uma lixeira. Sua mãe a repreende severamente, e Brenda se torna tão envergonhada de si mesma que ela mesma foge de casa. Brenda começa agora uma vida sozinha, e vai em busca de emprego. Sua tentativa de venda ilegal de crack resulta em roubo e, finalmente, ela vê a prostituição como sua única maneira de ganhar dinheiro. Isso a leva a ser assassinada. O que acontece com outros personagens, como sua família, o namorado dela e do bebê em si, é incerto. No minuto final aparece um dueto "você não sabe que ela tem um bebê" com essa palavra repetidamente.

## Vídeo
O vídeo da canção é em preto e branco. Foi feito para visualizar o que Shakur narra durante a música. A primeira parte mostra Shakur e Money-B falando de Brenda, e então começa a história real. O vídeo começa com umas letras embaixo do vídeo escritas "baseado em uma história real". Partes do vídeo foram incluídos no documentário sobre a vida de Shakur, Tupac: Resurrection de 2003.

## Legado
A canção foi elogiada por artistas como Nas e Mary J. Blige sendo umas das obras poéticas de Shakur que mais tocou o coração dos fãs. Em 1998, apareceu na compilação dos maiores hits de 2Pac, Greatest Hits.